# Metonymie

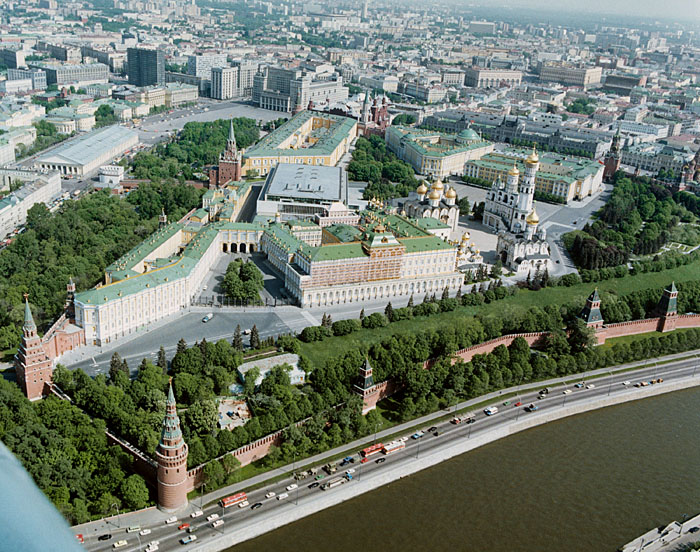
Der abgebildete Kreml ist eine gebräuchliche Metonymie für die Regierung Russlands, früher der Sowjetunion

Die Metonymie (von altgriechisch μετωνυμία metonymía, deutsch ‚Vertauschung des Namens, das Setzen eines Wortes für ein anderes‘; im Lateinischen als Fremdwort metonymia, rein lateinisch immutatio, denominatio oder transnominatio) ist eine rhetorische Stilfigur, bei der ein sprachlicher Ausdruck nicht in seiner eigentlichen wörtlichen Bedeutung, sondern in einem nichtwörtlichen, übertragenen Sinn gebraucht wird: Zwischen der wörtlich und im übertragenen Sinn bezeichneten Sache besteht dann eine Beziehung der Kontiguität, das heißt der Nachbarschaft oder realen sachlichen Zusammengehörigkeit (proximitas). Die Metonymie gehört zu den Tropen.

## Arten der Metonymie
Nach der Art der Kontiguitätsbeziehung werden herkömmlich besonders die folgenden Unterarten der Metonymie unterschieden:
- Ursache mit Wirkung vertauscht:
  - zum Beispiel der Erzeuger für Erzeugnis (ein BMW für ein Kraftfahrzeug dieses Herstellers)
  - der Name des Autors für sein Werk (Schiller lesen)
  - die Wirkung für die Ursache (Krach für Streit)
- Rohstoff steht für das daraus Erzeugte (das Eisen für das Schwert als aus Eisen geschmiedete Waffe, ein Glas trinken)
- der Ort, die Zeit, das Geschehen, oder die Veranstaltung für ihre Menschen:
  - zum Beispiel der Ort (Afrika hungert: viele Einwohner einiger Staaten Afrikas, Brüssel entscheidet: die Regierung der Europäischen Union, der Kreml lässt verlautbaren: die Regierung Russlands, früher: der Sowjetunion, der Saal applaudiert: das Publikum, die ablehnende Haltung des Vatikans: die römische Kurie)
  - die Epoche (das Mittelalter glaubte)
  - die Veranstaltung für ihre Teilnehmer (Der Kongress tanzt)
- Besitzer für das Besitztum, Befehlshaber für die Ausführenden (Hannibal erobert Rom)

## Abgrenzung
Die Metonymie gehört als rhetorische Stilfigur zu den Tropen, d. h. Ausdrucksformen, die allgemein auf einem Unterschied zwischen dem wörtlich Gesagten und dem übertragen Gemeinten beruhen. Dem Typ nach unterscheiden sie sich durch die Art der Beziehung, die zwischen dem Gesagten und dem Gemeinten bestehen.

### Metapher
Beziehung durch Ähnlichkeit: Bei der Metapher besteht eine Beziehung der teilweisen Ähnlichkeit oder Analogie bei gleichzeitiger teilweiser Unähnlichkeit; die verbundenen Begriffe gehören zu voneinander verschiedenen Wirklichkeitsbereichen. So wird zum Beispiel das Geräusch des Windes, da es der Lautäußerung eines Lebewesens ähnelt, als Flüstern oder Heulen des Windes bezeichnet.

### Synekdoche
Beziehung durch Ober- oder Unterbegriff: Bei der Synekdoche handelt es sich um eine Beziehung zwischen Besonderem und Allgemeinem, wenn zum Beispiel der Singular für den Plural oder eine Art für eine Gattung oder jeweils umgekehrt verwendet wird. Zum Beispiel steht in der Redensart sein Brot verdienen das Nahrungsmittel „Brot“ allgemein für den Lebensunterhalt oder der Mensch entwickelte sich über Jahrtausende – die Bezeichnung „Mensch“ steht für die gesamte Menschheit.

### Metonymie
Beziehung durch Kontiguität: Die Metonymie arbeitet demgegenüber mit einer Beziehung der räumlichen oder zeitlichen Kontiguität zwischen Begriffen desselben Wirklichkeitsbereiches. Die Begriffe können im Verhältnis räumlicher Nachbarschaft (z. B. Gefäß für Inhalt), zeitlicher Aufeinanderfolge (wie Wirkung und Ursache) oder der Gleichzeitigkeit stehen. Ebenso wie die Synekdoche stammen das Gesagte und das eigentlich Gemeinte aus demselben Wirklichkeitsbereich, im Gegensatz zur Metapher. Im Unterschied zur Synekdoche bleibt sie jedoch auf ein und derselben Ebene (kein Wechsel in eine Ober- oder Unterkategorie).

### Metonymie vs. Synekdoche
Speziell die Unterscheidung von Metonymie und Synekdoche hängt wesentlich davon ab, wie man die Beziehung von Teil und Ganzem (pars pro toto, totum pro parte) auffasst. Bei der Synekdoche liegt eine Beziehung von Teil und Ganzem vor, da das Besondere (Glas) als Teil des Allgemeinen (Trinkgefäß) gesehen werden kann. Diese Beziehung ist eine abstrakte Beziehung zwischen über- und untergeordnetem Konzept. Die Beziehung zwischen Teil und Ganzem in der Metonymie hingegen ist ein real existierender Zusammenhang zwischen zwei Begriffen. Wird das Glas als typischer Behälter eines Getränks betrachtet, so liegt eine metonymische Ersetzung zwischen real verbundenen Einheiten vor, die gemeinsam ein Ganzes bilden (Getränk in einem Glas; „ein Glas Wein“).
Bei Beachtung dieses Unterschiedes lässt sich der Begriff der Synekdoche also auf kategorielle Beziehungen (zwischen Kategorie und Subkategorie) eingrenzen, der pars-pro-toto-Typ der Metonymie hingegen auf Beziehungen zwischen Gegenständen, die in der Einheit ein Ganzes bilden. Bei Vernachlässigung des Unterschiedes wird die Synekdoche dagegen mit diesem letzteren Typ zusammengefasst und dann zuweilen auch als Unterart der Metonymie angesehen.
Auch der Untertyp der Beziehung von Rohstoff und Erzeugnis wird unterschiedlich eingeordnet. Als Bezeichnung eines Ganzen (Schwert) durch den Teilaspekt seiner stofflichen Beschaffenheit (aus Eisen) gilt er als Untertyp der Metonymie. Aber da sich die Bezeichnung des Stoffes Eisen für „Waffe (aus Eisen)“ auch als der allgemeinere Begriff interpretieren lässt, dem sich alle Erzeugnisse gleicher stofflicher Qualität unterordnen lassen, wird dieser Typus zuweilen auch als Untertyp der Synekdoche eingestuft.

## Kombinierte Anwendungen
Weil bei ein und demselben Ausdruck unterschiedliche Arten tropischer Übertragung zusammenwirken können, empfiehlt es sich, den Begriff der Metonymie und anderer Tropen nicht oder nicht ausschließlich auf das sprachliche Ergebnis in seiner konkreten Bedeutung, sondern auch und primär auf die dafür konstitutiven sprachlich-kognitiven Operationen anzuwenden. So steht etwa das Begriffspaar Krone und Tiara metonymisch für die Personen „Kaiser und Papst“ als Träger dieser Attribute, diese Personen können aber ihrerseits metaphorisch für die Institutionen oder Abstrakta „Kaisertum und Kirche“, „weltliche und kirchliche Gewalt“ stehen. In der Sprachwissenschaft wird das Zusammenspiel von Metonymie und Metapher zuweilen unter dem Begriff Metaphtonymie (Louis Goossens) behandelt.
Metonymische und andere tropische Übertragungen sind nicht auf den Bereich des sprachlichen Ausdrucks beschränkt, sondern finden sich auch im Bereich der bildenden Kunst, wo Attribute wie Krone und Tiara ebenfalls metonymisch für deren Träger und in Verbindung mit metaphorischer Übertragung zur Versinnfälligung analoger Abstrakta dienen können.